# Beardsley
Beardsley – miasto w Stanach Zjednoczonych, w stanie Minnesota, w hrabstwie Big Stone.